# Aphanotorulus
Aphanotorulus (афаноторулус) — рід риб з підродини Hypostominae родини Лорікарієві ряду сомоподібні. Має 6 видів. Наукова назва походить від грецького слова ἀφανής (aphanes) — «прихований», і латинського torulus — «м'язи, невеличка вервечка».

## Опис
Загальна довжина представників цього роду коливається від 14 до 16 см. Голова широка, порівняно з тулубом масивна. Очі великі. Є 4 пари вусів середньої довжини. Тулуб стрункий, звужується у хвостовій частині. Спинний плавець помірно великий. Грудні плавці широкі. Черевні плавці короткі, широкі. Жировий плавець крихітний. Хвостовий плавець витягнутий, розрізаний.
Забарвлення блідо-сіре, жовтувате або чорне. У деяких видів тіло вкрито численними цяточками контрастного кольору.

## Спосіб життя
Біологія вивчена недостатньо. Є демерсальними рибами. Воліють до прісних водойм. Активні переважно у присмерку, також уночі. Живляться дрібними водними організмами.

## Розповсюдження
Мешкають у басейнах річок Амазонка та Португеза.

## Види
- Aphanotorulus ammophilus
- Aphanotorulus emarginatus
- Aphanotorulus gomesi
- Aphanotorulus horridus
- Aphanotorulus phrixosoma
- Aphanotorulus unicolor